# El Membrillo
El Membrillo är en ort i Mexiko.   Den ligger i kommunen Comitán Municipality och delstaten Chiapas, i den sydöstra delen av landet, 800 km öster om huvudstaden Mexico City. El Membrillo ligger 1 842 meter över havet och antalet invånare är 135.
Terrängen runt El Membrillo är kuperad. Runt El Membrillo är det ganska tätbefolkat, med 67 invånare per kvadratkilometer. Närmaste större samhälle är Comitán, 11,7 km sydost om El Membrillo. I omgivningarna runt El Membrillo växer huvudsakligen savannskog.